# Laogai

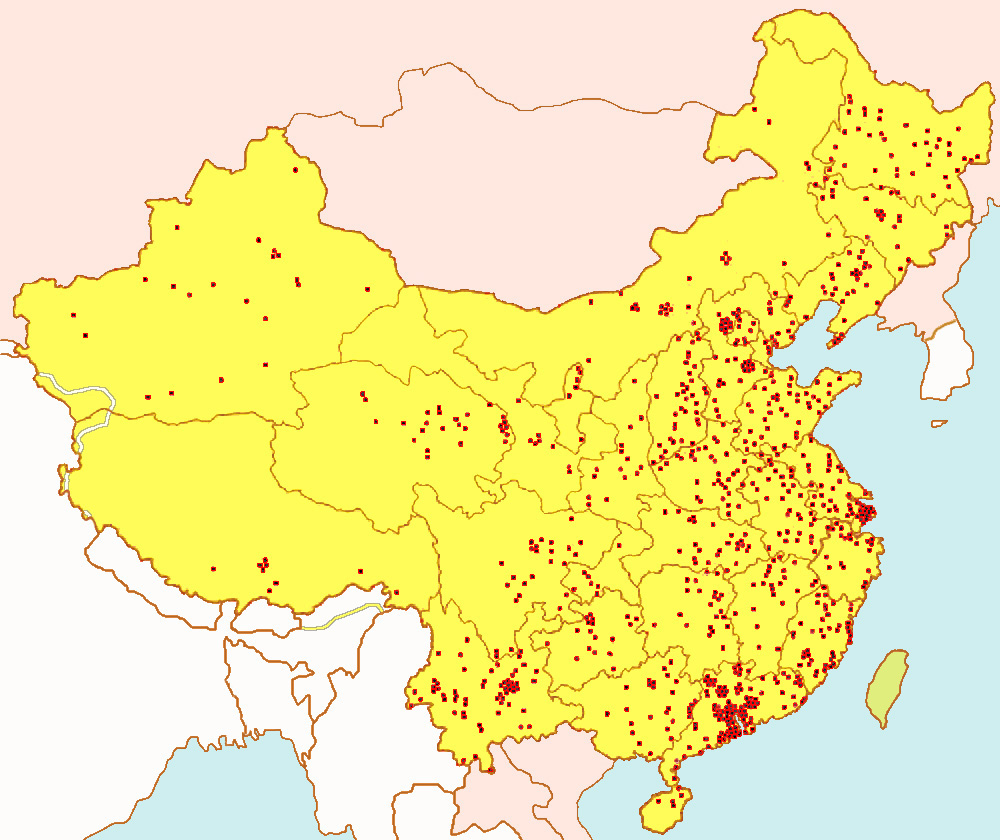
Distribuzione dei Laogai in Cina dal libro Laogai. I Gulag di Mao Zedong di Harry Wu.

Il termine laogai (勞改T, 劳改S, láogǎiP, abbreviazione di 勞動改造T, 劳动改造S, láodònggǎizàoP, in cinese "riforma attraverso il lavoro") si riferisce, propriamente, a una particolare forma di lavoro forzato della Repubblica Popolare Cinese. Il termine è anche usato in modo generalizzato per indicare le diverse forme di lavoro forzato previste dal sistema giuridico e carcerario cinese, che include anche il laojiao (勞教T, 劳教S, láojiàoP, lett. "rieducazione attraverso il lavoro") e il jiuye (letteralmente "personale addetto al lavoro forzato", ma viene da alcuni considerato una forma indiretta di reclusione). Lo stesso termine laogai, in senso invece restrittivo, viene talvolta usato per indicare un campo di concentramento. Secondo un'indagine del 2008 della Laogai Research Foundation, nella Repubblica Popolare Cinese sono presenti 1422 laogai.
Le condizioni di vita dei forzati e il loro impiego come forza lavoro sono spesso indicati come lesivi dei diritti umani. A questo proposito occorre tener presente che la Convenzione 105 dell'Organizzazione delle Nazioni Unite (ONU) del 25 giugno 1957 che chiede l'abolizione della condanna ai lavori forzati non è mai stata ratificata dalla Cina fino al 2013, quando la Corte Suprema cinese abolisce i Laogai insieme con la politica del figlio unico.
Diverse fonti sostengono che nei campi di lavoro vengano comunemente applicati la tortura, la rieducazione politica e che vi sia un alto grado di mortalità dei prigionieri riconducibile a maltrattamenti di vario tipo. Documenti di condanna del sistema dei laogai sono stati prodotti da diversi governi e parlamenti (vedi paragrafo Denunce politiche internazionali).
Denunce molto gravi sono riportate anche nelle opere di Harry Wu (un dissidente cinese che ha passato molti anni in queste carceri, per poi fuggire negli Stati Uniti) e da altri dissidenti ed ex prigionieri. Tali denunce riguardano anche crimini come il traffico di organi dei reclusi.